# Scottish Open 1909
Die Scottish Open 1909 waren die dritte Austragung dieser internationalen Meisterschaften von Schottland im Badminton. Sie fanden Anfang des Jahres in Glasgow statt. Bei dieser Auflage wurden nur vier Disziplinen ausgetragen, auf die Ausspielung des Dameneinzels wurde verzichtet. Gemeinsam mit den offenen Titelkämpfen fanden auch die geschlossenen nationalen Titelkämpfe von Schottland statt.

## Finalresultate
| Disziplin    | Sieger                          | Finalist                              | Ergebnis   |
| ------------ | ------------------------------- | ------------------------------------- | ---------- |
| Herreneinzel | George Alan Thomas              | L. Wynward                            | 15–5, 15–4 |
| Herrendoppel | George Alan Thomas Hugh Comyn   | James Crombie W. Cochrane             | 15–9, 15–8 |
| Damendoppel  | Meriel Lucas G. L. Murray       | F. A. Todd V. I. Todd                 | 15–9, 15–7 |
| Mixed        | George Alan Thomas G. L. Murray | Reginald Winnington Fanshawe Ferguson | 15–5, 15–6 |

## Sieger der Closed Scottish Championships
| Disziplin    | Sieger                     |
| ------------ | -------------------------- |
| Herrendoppel | J. H. Cochrane W. Cochrane |
| Mixed        | James Crombie V. I. Todd   |